# Pierre Notte
Pour les articles homonymes, voir Notte.
Pierre Notte, né le 21 septembre 1969 à Amiens, est écrivain, auteur dramatique, compositeur, metteur en scène et comédien.
Il est l’auteur de plusieurs romans, de recueils de poésie et de photos. Il est conseiller et auteur associé du Théâtre du Rond-Point depuis 2009. Il a été nommé à six reprises aux Molières dans la catégorie « auteur ».

## Parcours

### Débuts
En 1993, le premier roman de Pierre Notte (La Chanson de madame Rosenfelt) est publié par Maurice Nadeau.
En août 2005, Moi aussi, je suis Catherine Deneuve est créée au théâtre de la Pépinière-Opéra dans une mise en scène de Jean-Claude Cotillard. Nommée trois fois pour les Molières 2006, la pièce est couronnée par le Molière du théâtre privé. Il reçoit la même année le prix de la fondation Diane-et-Lucien Barrière, puis le prix SACD du nouveau talent pour le théâtre.
Auteur de nombreuses chansons, Pierre Notte met en scène plusieurs spectacles de cabaret donnés à Paris, en province et à l'étranger, à plusieurs reprises au Japon.

### Théâtre
Secrétaire général de la Comédie-Française à partir de novembre 2006, Pierre Notte quitte ses fonctions en septembre 2009, alors qu'il est l'auteur invité de la saison 2009/2010 du théâtre Les Déchargeurs (Paris). Il intègre la direction du théâtre du Rond-Point, au titre d'auteur associé, à partir du 1er décembre 2009.
Ses pièces ont été mises en scène par Élodie Chanut, Jean-Charles Mouveaux, Marianne Wolfsohn, Noëmie Rosenblatt, Jean-Claude Cotillard, Svetlana de Cayron, Masaru Hirayama, Patrice Kerbrat, Anne-Laure Liégeois, Sylvain Maurice, Vladimir Petkov, Patrick Schoenstein, Stéphane Alvarez, Valéry Warnotte ou lui-même. Elles ont été traduites, produites, lues ou présentées en France, en Belgique, en Allemagne, en Italie, en Chine, en Autriche, au Portugal, en Angleterre, en Grèce, au Japon, en Bulgarie, aux États-Unis, au Liban ou en Russie.
En 2011, il fonde la compagnie Les gens qui tombent, avec pour parrains Judith Magre et Fernando Arrabal.

### Éducation artistique et culturelle
Intervenant artistique, Pierre Notte dirige depuis le milieu des années 1990 des ateliers d’écritures à l'initiative de la Maison des écrivains, notamment dans des collèges de Villiers-sur-Marne.
Entre 1998 et 2010, il est l’intervenant artistique de l’option théâtre du lycée Saint-Louis Saint-Clément de Viry-Châtillon. Leurs projets pédagogiques ont conduit les professeurs de l’option et Pierre Notte à emmener les élèves à Italie à Rome, à Cinecittà, à Naples ou à Capri sur les traces de Jean-Luc Godard, Alberto Moravia et Le Mépris ; en Suède sur les traces d'Ingmar Bergman et August Strindberg ; ou encore au Japon à Tokyo pour y présenter leurs travaux.
Au festival d’Avignon 2005, il dirige des ateliers d’analyse critique et d’écriture à l’initiative du Centre national du théâtre.
Il mène à l’automne 2011 des ateliers critiques à La Manufacture de Nancy, et des ateliers de jeu au conservatoire de Rouen. Sur l’île de La Réunion, ou encore au Prisme de Saint-Quentin en Yvelines, Élancourt, Pierre Notte et les membres de la compagnie Les Gens qui tombent mènent plusieurs ateliers auprès des lycéens et des amateurs, jusqu’à la réalisation sur la scène du Prisme, en 2013, de la pièce Le Chien du roi aux cheveux rouges avec une cinquantaine de participants.
Il mène depuis 2012 avec Sylvie Jopeck, auteur et professeur de lettres, et sa compagnie théâtrale des stages de formation professionnelle à la résidence d'artistes Les Deux Îles, à Montbazon, en Indre-et-Loire.
Il assure des tutorats avec l'académie Charles-Dullin depuis 2020.

### Autres activités
Journaliste, il collabore dès 1994 aux magazines Le Nouvel Observateur, L’Evénement du jeudi, Paris-Photo, La Terrasse, Epok, Arts de la piste ou Théâtres.
Il a été l’auteur des textes des brochures de saison pour certaines institutions dont le festival d’Avignon, la maison de la culture de Bourges, le Théâtre national de Chaillot ou le Théâtre de la Manufacture de Nancy.
Il a été membre des commissions théâtre  Beaumarchais-SACD, du CNL, d'ARTCENA ; du bureau des lecteurs de France Culture, du jury du festival Mimos, du grand prix de littérature dramatique, du comité de lecture du théâtre du Rond-Point.
Il a été président du jury du festival de théâtre amateur d’Aix-les-Bains et du jury du prix d’écriture théâtrale de Guérande.

### Affaire judiciaire
(mai 2024).
Le texte peut changer fréquemment, n’est peut-être pas à jour et peut manquer de recul. 
Le titre et la description de l'acte concerné reposent sur la qualification juridique retenue lors de la rédaction de l'article et peuvent évoluer en même temps que celle-ci.
Le 25 avril 2024, il est mis en examen pour viol de 2004 à 2005 sur un élève alors âgé de 17 ans, victime de harcèlement scolaire et dont le père est hospitalisé. Une première plainte est déposée le 10 décembre 2021, mais l'enquête s'enlise et selon un des conseils juridiques du plaignant, Pierre Notte « dispose d'une forme d'agora médiatique, avec ses projets qui lui permettent de montrer publiquement un engagement professionnel en faveur du mouvement #MeToo ». Il conteste les faits, invoquant une véritable « histoire d’amour » avec l’adolescent,.

### Décoration
- Chevalier dans l'ordre des Arts et des Lettres.

## Spectacles

### Musique
- Chansons pour cœurs pourris, recueil de chansons, Editions Archimbaud Riveneuve, 2017
- J'existe (et je danse), avec Pierre Notte, Marie Notte, Michèle Juret-Notte, Paul-Marie Barbier, 2009, Label Believe

### Théâtre
- 2021
  - Je te pardonne (Harvey Weinstein), mise en scène et compositions de l'auteur[Qui ?]
  - Pédagogies de l'échec, mise en scène de l'auteur[Qui ?]
- 2020
  - L'Homme qui dormait sous mon lit, mise en scène de l'auteur[Qui ?]
  - La Reine de la piste, d'après les chansons de Helena Noguerra, CDN Caen
  - Mauvaise petite fille blonde, mise en scène de l'auteur[Qui ?]
  - L'Effort d'être spectateur, mise en scène et interprétation de l'auteur[Qui ?]
  - Moi aussi je suis Barbara, mise en scène de Jean-Charles Mouveau
  - Je ne vous aime pas, mise en scène Marianne Wolfsohn, avec Nathalie Bécue, Silvie Laguna et Marianne Wolfsohn, Paris
  - Les Couteaux dans le dos, mise en scène de l'auteur, avec Caroline Marchetti, Muriel Gaudin, Amandine Sroussi, Kim Schwark, Paola Valtentin, théâtre Les Déchargeurs, Paris, Petit Louvre, Avignon
  - L'Effort d'être spectateur, mise en scène et interprétation de l'auteur, Théâtre Artéphile, Avignon, Théâtre national populaire de Villeurbanne, Théâtre du Rond-Point, Paris
  - L'Amour à 15h37, mise en scène Jean-Claude Cotillard, tournée
  - La magia lenta, de Denis Lachaud, avec Marc Garcia Coté, Theatre Dau Al Sec, Barcelone
  - Jubiler, de Denis Lachaud, avec Benoit Giros et Judith Remy, Chartres, Avignon, Paris
- 2018
  - L'Effort d'être spectateur, mise en scène et interprétation de l'auteur, Théâtre des Halles, Avignon, DSN Dieppe, Le Prisme Elancourt, Théâtre du Pont Tournant, Bordeaux
  - Moi aussi je suis Barbara, conception Pauline Chagne, mise en scène de Jean-Charles Mouveaux, Théâtre du Petit Louvre, Avignon
  - Une actrice, de Philippe Minyana, avec Judith Magre, Marie Notte et Pierre Notte, Théâtre de Poche Montparnasse, Paris
  - La Magie lente, de Denis Lachaud, avec Benoit Giros, Théâtre de Belleville, Paris
- 2017
  - La Nostalgie des blattes, mise en scène de l'auteur, avec Catherine Hiegel et Tania Torrens, théâtre du Rond-Point
  - Night in white Satie, l'Adami fête Satie, conception et mise en scène, d'après Satie, avec Nicole Croisille, Donia Berriri, Nelson Rafaell-Madel, Anita Robillard, Kevin Mischel, théâtre du Rond-Point, Théâtre du Balcon, Avignon
  - L'Histoire d'une femme, mise en scène de l'auteur, avec Muriel Gaudin, Théâtre Poche Montparnasse, théâtre les trois soleils, Avignon
- 2016
  - C'est Noël tant pis, mise en scène de l'auteur, avec Bernard Alane, Alexis Gilles, Marie-Christine Orry, Juliette Coulon, Brice Hillairet, Silvie Laguna, Chloé Olivères, Renaud Triffault, reprise à la Comédie des Champs-Elysées
  - Sur les cendres en avant, texte, mise en scène, musiques de l'auteur, avec Donia Berriri, Juliette Coulon, Elsa Rozenknopp, Blanche Leleu, Chloé Oliverès, Théâtre du Rond-Point,
  - Noce, de Jean-Luc Lagarce, avec Bertrand Dangrémont, Grégory Barco, Tiphaine Gentilleau, Annick Le Goff, Amandine Sroussi, Paola Valentin, Eve Herzfeld, Théâtre du Lucernaire, Théâtre du Roi René, Avignon
- 2015
  - Pédagogies de l'échec, mise en scène Alain Timar, avec Olivia Côte et Salim Kechiouche, Théâtre des Halles, Avignon
  - Demain dès l'aube, mise en scène Noémie Rosenblatt, avec Chloé Olivères et Évelyne Istria, Prisme, centre de développement artistique de Saint-Quentin-en-Yvelines, Théâtre de l'Ouest Parisien, Boulogne, Comédie de Béthune, Théâtre de Belleville, Paris
  - Ma folle otarie, mise en scène de l'auteur, avec Brice Hillairet, DSN, Dieppe, théâtre Jean-Arp, Clamart, Résidence des 2 îles, Montbazon
- 2014
  - C'est Noël tant pis, mise en scène de l'auteur, avec Bernard Alane, Brice Hillairet, Silvie Laguna, Chloé Olivères, Renaud Triffault, centre culturel Athanor, Guérande, Prisme, centre de développement artistique de Saint-Quentin-en-Yvelines, Théâtre du Rond-Point, Paris
  - Perdues dans Stockholm, mise en scène de l'auteur, avec Juliette Coulon, Brice Hillairet, Silvie Laguna, Festival Komidi, St-Joseph de La Réunion, le Prisme, centre de développement artistique de Saint-Quentin-en-Yvelines, Théâtre du Rond-Point, Paris
  - Pédagogies de l'échec, mise en scène de l'auteur, festival Nava, Limoux, avec Catherine Hiegel et Brice Hillairet
- 2013
  - C'est Noël tant pis, mise en scène Ilias Kounti, Athènes, Grèce
  - La Chair des tristes culs, mise en scène de l'auteur, avec Tiphaine Gentilleau, Brice Hillairet, Pierre Notte, Chloé Olivères, Théâtre du Rond-Point, Paris, Le Pont Tournant, Bordeaux
  - Sortir de sa mère, avec Tiphaine Gentilleau, Brice Hillairet, Pierre Notte, Chloé Olivères, mise en scène de l'auteur, Théâtre du Rond-Point, Paris, Le Pont Tournant, Bordeaux
  - Le Chien du roi aux cheveux rouges, mise en scène Patrick Schoenstein, Villers-les-Nancy, mise en scène Pierre Notte, Prisme, centre de développement artistique de Saint-Quentin-en-Yvelines, avec un groupe de 45 amateurs et habitants de l'agglomération
  - Kalashnikov, de Stéphane Guérin, avec Raphaëiline Goupilleau, Annick Le Goff, Yann de Monterno et Cyrille Thouvenin, Théâtre les 13 vents, Montpellier, Le Prisme, Saint-Quentin en Yvelines, Théâtre du Rond-Point, Paris
- 2012
  - Bidules trucs (jeune public), mise en scène Sylvain Maurice, Les Déchargeurs, Paris, tournée
- 2011
  - Pour l'amour de Gérard Philipe, avec Bernard Alane, Romain Appelbaum, Sophie Artur, Emma de Caunes, Raphaël,mise en scène de l'auteur, Théâtre La Bruyère, Paris
  - Et l'enfant sur le loup, avec Julien Alluguette, Pierre Notte, Judith Magre, Jean-Jacques Moreau, mise en scène Patrice Kerbrat, Théâtre du Rond-Point, Paris
- 2010
  - C'est Noël tant pis (Grand-mère est sous la table), mise en scène de Stéphane Alvarez, Cie du Théâtre du Pont Tournant, Bordeaux
  - 27 furoncles + 3 : Cabaret au jus de pus[7], Théâtre de la Bastille, Paris, Théâtre de l'Envol, Viry-Chatillon (mai 2010)
  - Les Couteaux dans le dos, mise en scène de l'auteur, Avec Marie Notte, Jennifer Decker, Flavie Fontaine, Caroline Marchetti, Manon Heugel, Théâtre la Bruyère, Paris (mars 2010)
- 2009
  - Le Cabaret des familles, Théâtre Les Déchargeurs, avec Marie Notte, Pierre Notte et le PMB Trio
  - J'existe (foutez moi la paix), Reprise au Théâtre du Rond-Point, avec Marie Notte, Pierre Notte et Paul-Marie Barbier (octobre 2009)
  - Les Couteaux dans le dos les ailes dans la gueule, Théâtre Les Déchargeurs, de et mise en scène Pierre Notte, avec Marie Notte, Jennifer Decker, Flavie Fontaine, Caroline Marchetti, Manon Heugel
  - Et l'enfant sur le loup[7], Théâtre de la Bastille (Paris), Théâtre de l'Envol (Viry-Chatillon), mai 2009
  - Pour l'amour de Gérard Philipe, Théâtre Caï, Tokyo, Japon, avec les élèves de l'option théâtre du lycée Saint-Louis Saint-Clément (promo 2008), 19 avril 2009, Spectacle surtitré en japonais
  - Deux petites dames vers le Nord, Théâtre Caï, Tokyo, Japon (création en japonais) (avril 2009)
  - Pour l'amour de Gérard Philipe, Théâtre Caï, Tokyo, Japon (création en japonais) (avril 2009)
  - À la mémoire de Gérard Philipe Chansonnettes, Théâtre Caï, Tokyo, Japon, avec Pierre, Marie Notte et Machiko Yanase (création en français) (avril 2009)
  - Et l'enfant sur le loup, Théâtre Le Festin, Montluçon, mise en scène Anne-Laure Liégeois, mars 2009
- 2008
  - Ecriture d'une pièce sur le thème des faits divers à la demande d'Anne-Laure Liégeois. Cette pièce est lu entre le 1er juillet et le 5 juillet 2008 au Festin, Centre national dramatique de Montluçon[8]
  - Dans la boue, dans la boue Variations autour du conte médiéval Aucassin et Nicolette, création à Tokyo au théâtre X (caï) avec Marie Notte, Machiko Yanase et Pierre Notte
  - Se mordre, mise en scène Lahcen Razzougui, avec Flavie Fontaine et Caroline Marchetti (d'après la pièce radiophonique pour France Culture de Pierre Notte)- création en février au théâtre Les Déchargeurs, Paris
  - Deux petites dames vers le Nord, mise en scène Patrice Kerbrat, avec Christine Murillo et Catherine Salviat, création à la Pépinière Opéra le 12 mars 2008
- 2007-2008
  - Pour l'amour de Gérard Philipe[7], Théâtre Les Déchargeurs (Paris), Théâtre de l'Envol (Viry-Châtillon), Théâtre de la Bastille
- 2007
  - Les Couteaux dans le dos, les ailes dans la gueule, théâtre de l'Oulle, Avignon, Dans le cadre du Festival d'Avignon off
  - Moi aussi je suis Catherine Deneuve est créée à Rome et à Tokyo
  - Journalistes, mise en scène Jean-Claude Cotillard, avec Sophie Artur, Zazie Delem, Romain Apelbaum, Marc Duret et Hervé-Claude Ilin, Théâtre Tristan Bernard (Paris 8)
  - La Colère, Texte publié dans le recueil Les Sept Péchés capitaux : sept pièces courtes inédites (L'Avant-scène théâtre)
- 2006-2007
  - Mon foyer (je ne me suis pas flingué par hasard)[7], Théâtre de la Bastille (Paris), Théâtre de l'Envol (Viry-Chatillon)
- 2006
  - J'existe (foutez-moi la paix), avec Marie Notte, Pierre Notte et Karen Locquet (piano), lumières Stéphane Baquet, théâtre Les Déchargeurs (Paris) en août-septembre 2006
- 2005-2006
  - Par la fenêtre ou pas[7], Théâtre de la Bastille (Paris), L'Envol (Viry Chatillon)
- 2005
  - Moi aussi je suis Catherine Deneuve, Collection des Quatre-vents, créé le 19 août 2005 à La Pépinière Opéra, Mise en scène Jean-Claude Cotillard
  - Sombre-précurseur, sitcom, pièce radiophonique pour France Culture
- 2004-2005
  - Les Couteaux dans le dos[7], Théâtre de la Bastille (Paris), Théâtre de l'Envol (Viry-Chatillon)
- 2004
  - Tarkovski c'est la Chine, Editions Gare au théâtre
  - Journalistes, Lecture au Théâtre du Rond-Point
- 2003-2004
  - Le Mépris-en mieux[7], d'après Le Mépris de Jean-Luc Godard, Théâtre de la Bastille (Paris), Théâtre de l'Envol (Viry-Chatillon)
- 2003
  - C'est de l'être parti qu'il s'agit, pièce radiophonique pour France Culture
  - Tarkovski c'est la Chine ou des pédalos en Norvège, Dans le cadre de la manifestation Le Bocal Agité, Hôtel de Ville de Paris, Mise en scène Moustafa Aouar
  - Et vous embrasse, Théâtre du Samovar, mise en scène Pierre Notte
- 2002-2003
  - Ma mère si j'en faisais un monstre[7], Théâtre de la Bastille (Paris), Théâtre de l'Envol (Viry-Chatillon)
- 2001-2002
  - Faust, vie et mort du docteur F[7], Théâtre de la Bastille (Paris), Théâtre de l'Envol (Viry-Chatillon)
- 2000-2002
  - Journalistes- Lecture au théâtre de l'Opprimé, Paris, Compagnie René Loyon
  - Clémence à mon bras, Collection Les Quatre-vents (l'Avant-Scène) (lue par Jacques Gamblin à Avignon dans le cadre Texte nu du festival d'Avignon)
  - Moi aussi je suis Catherine Deneuve, Théâtre du Rond-Point
- 2000-2001
  - Pandora motel[7], Théâtre de l'Envol (Viry-Chatillon)
- 2000
  - Z'amourette, Diffusion sur France Culture
- 1999-2000
  - Shak's cuts[7], d'après William Shakespeare, Théâtre de l'Envol (Viry-Chatillon)
- 1998-1999
  - Décalages[7], Théâtre de l'Envol (Viry-Chatillon)
- 1997-2001
  - Correspondances, mise en scène Franck Dinet
- 1996
  - Le Doigt d'Helmut
- 1995
  - L'Ennui d'Alice
- 1993
  - Saynètes distraites
- 1992
  - La Maman de Victor

## Publications
Source

### Romans
- Les Petites Victoires, éditions Gallimard, coll. « Blanche », 2020
- Quitter le rang des assassins, éditions Gallimard, coll. « Blanche », 2018
- J'ai tué Barbara, suivi de La Chanson de madame Rosenfelt, éditions Philippe Rey, 2017
- Tokyo, Catherine et moi, éditions Gallimard, coll. « Le sentiment géographique », 2017
- La Nuit irrésolue, éditions Loris Talmart, 1998
- La Chanson de madame Rosenfelt, éditions Maurice Nadeau, 1993

### Essai
- L'Effort d'être spectateur, éditions Les Solitaires Intempestifs, 2017

### Photographie
- Variations autour du thème : L'ennui, éditions Picaron, 1992
- Varitions autour du thème : L'ennui II, éditions Picaron, 1993
- « Autour de l'extrême », participation à l'exposition, photographies commandées par la Maison européenne de la photographie, 2011

## Distinctions

### Récompenses
- Prix SACD 2006 : Prix Nouveau Talent Théâtre de la SACD
- Molières 2006: Lauréat du Molière du théâtre privé pour Moi aussi je suis Catherine Deneuve
- Prix Émile Augier de l'Académie Française, 2010
- Prix Le Figaro Beaumarchais, 2017
- Publikumspreis, 2009 du Blickwechsel, regards croisés de Karlsruhe en Allemagne.
- Topor, 2020, des grandes victoires pour le roman Les petites victoires
- Prix Théâtre 2021, Fondation Oulmont/Fondation de France

### Nominations
- Molières 2006 : Molière de l'auteur francophone vivant pour Moi aussi je suis Catherine Deneuve
- Molières 2009 : Molière de l'auteur francophone vivant pour Deux petites dames vers le Nord
- Molières 2010 : Molière de l'auteur francophone vivant pour Les Couteaux dans le dos
- Molières 2017 : Molière de l'auteur francophone vivant pour C'est Noël tant pis
- Molières 2018 : Molière de l'auteur francophone vivant pour La Nostalgie des blattes
- Molières 2020 : Molière seul(e) en scène pour L'Effort d'être spectateur
- Prix Renaudot 2018, sélection du roman Quitter le rang des assassins
- Prix Renaudot 2020, sélection du roman Les petites victoires